# Cylindropalpus auricomans
Cylindropalpus auricomans is een keversoort uit de familie snuitkevers (Curculionidae). De wetenschappelijke naam van de soort werd in 1897 gepubliceerd door Ludwig Wilhelm Schaufuss.